# Калоуда, Любош
Лю́бош Ка́лоуда (чеш. Luboš Kalouda; 20 мая 1987, Вишков, Чехословакия) — чешский футболист, полузащитник.

## Биография
Обладатель серебряной медали молодёжного чемпионата мира 2007 года. На этом чемпионате Калоуда трижды отличился забитыми голами (в ворота сборных КНДР, Панамы и Испании) и был признан одним из лучших в составе чешской сборной.
В январе 2008 года «Брно» были предложены 4 млн € от «Ювентуса», которые видели Калоуда как перспективную замену Недведу, однако команды не смогли достичь соглашения. Несмотря на интерес со стороны команд «Ньюкасл» и «Челси», голландского ПСВ Эйндховен, Любош перешёл в ЦСКА. За трансфер было заплачено 5,18 млн евро.
В марте 2008 года Калоуда подписал пятилетний контракт с ЦСКА. Дебютировал в составе армейцев 26 апреля 2008 года в выездном матче 7-го тура с «Лучом-Энергией».
Летом 2009 года футболист на правах аренды перешёл в чешскую «Спарту», c которой выиграл чемпионат Чехии. По окончании срока арендного соглашения вернулся в ЦСКА, но в итоге был отдан в аренду клубу первого дивизиона «Волгарь-Газпром».
В конце августа 2011 года был отдан в аренду в «Александрию» до конца сезона 2011/12. В состав команды он перешёл вместе с одноклубником Давидом Янчиком.
19 июля 2012 года подписал трехлетний контракт с пражской «Дуклой». В апреле 2014 года контракт был разорван и в июле 2014 года Калоуда стал игроком клуба «Словацко».

## Достижения
- Чемпион Чехии: 2009/10
- Серебряный призёр Чемпионата России: 2008
- Обладатель Кубка России: 2008/09
- Серебряный призёр молодёжного чемпионата мира 2007 года